# 博士と狂人
『博士と狂人』（はかせときょうじん、The Professor and the Madman）は、2019年のアメリカ合衆国のドラマ映画。
監督はP・B・シェムラン、出演はメル・ギブソンとショーン・ペンなど。
世界最大の英語辞典「オックスフォード英語辞典」誕生に隠された真実の物語を描く。原作はサイモン・ウィンチェスターによるノンフィクション『博士と狂人 世界最高の辞書OEDの誕生秘話』。メル・ギブソンとショーン・ペンの初共演作品である。

## 原作
- サイモン・ウィンチェスター著、鈴木主税・訳『博士と狂人 世界最高の辞書OEDの誕生秘話』（"The Surgeon of Crowthorne: A Tale of Murder, Madness and the Love of Words" ,1998. 別題"The Professor and the Madman: A Tale of Murder, Insanity, and the Making of the Oxford English Dictionary"）
  - 単行本：早川書房、1999年4月、ISBN 978-4152082206
  - 文庫本：ハヤカワ文庫NF、2006年3月、ISBN 978-4150503062

## キャスト
※括弧内は日本語吹替声優。
- ジェームズ・マレー博士: メル・ギブソン（磯部勉） - 独学で言語学博士となった孤高の天才学者[7]。
- ウィリアム・マイナー（英語版）: ショーン・ペン（山路和弘） - 殺人犯。戦争で心を病み、精神科施設に収容中のアメリカ人の元軍医[7]。
- イライザ・メレット: ナタリー・ドーマー（佐古真弓） - 夫をマイナーに人違いで殺された妻。
- マンシー: エディ・マーサン（魚建） - 精神科施設の看守。
- フレデリック・ジェームズ・ファーニヴァル（英語版）: スティーヴ・クーガン（谷内健） - マレーを推薦した教授。
- エイダ: ジェニファー・イーリー（塙英子） - マレーの妻。
- チャールズ・ホール: ジェレミー・アーヴァイン - マレーの助手。
- ヘンリー・ブラッドリー: ヨアン・グリフィズ - マレーの助手。
- フィリップ・リッテルトン・ジェル（英語版）: ローレンス・フォックス - 大学の出版局長。
- リチャード・ブレイン博士: スティーヴン・ディレイン（平林剛） - 精神科施設の院長。

## 作品の評価
Rotten Tomatoesによれば、32件の評論のうち高評価は41%にあたる13件で、平均点は10点満点中5.5点となっている。
Metacriticによれば、5件の評論のうち、高評価はなく、賛否混在は1件、低評価は4件で、平均点は100点満点中27点となっている。